# Рушевине средњовековног града Сврчина
Сврчин је био један од двораца Немањића, смештених у области некадашњег Сврчинског језера, североисточно од данашњег Урошевца. Познат је као место у коме је Душан Силни (краљ 1331—1346, цар 1346—1355), након збацивања оца са власти, овенчао за краља, 08.09.1331. године на сабору српске властеле. 

## Положај града
Тачан положај средњовековног Сврчина није утврђен, услед недостатка археолоших истраживања подручја на коме се он локализује, али се на основу до сада откривених остатака он смешта на простору Сврчинског брда и данашњег села Сврчине, док се раније, као могућа локација помињало и Сарајиште (део села Лашко Баре).

## Налази на терену
На Сврчинском брду, налажена је стара опека и камење коришћено у градњи.
На Главици код Сврчине налазе се остаци цркве светог Јована, из којих су мештани вадили камење за своје потребе, а према њиховим причама, од цркве је раније била очувана апсида. Током радова на изградњи дренажног рова за мајдан, на североисточној падини Главице, пронађен је камени зид, чија се дебљина креће од 1 до 1.2 метра, као и део једне тегуле са зупцем, а на целом том простору су пронађене цигле и камење, који су некада припадали грађевини.
Код Српског Бабуша, у подножју брда Главице, поред обале Сазлије, налазе се темељи црквице светог Јована, која по предању потиче из XII века. У самом селу су приликом разних копања проналажени темељи и опеке.
У Бабушу постоји стари амбар, који је током времена много преправљан, а локално предање га смешта у доба султана Мурата (1359—1389), док се за један гвоздени ражањ прича да потиче из средњег века.
Почетком `60 година 20. века, у Слатини (тј. Бабушану, између Српског и Мухаџер Бабуша) су пронађени стари златници, али су они касније изгубљени.
Стари темељи су нађени и код Раковице, између Новог Мираша и Главице сврчинске.